# Groot kaalstaartgordeldier
Het groot kaalstaartgordeldier (Cabassous tatouay)  is een zoogdier uit de familie Chlamyphoridae. De wetenschappelijke naam van de soort werd voor het eerst geldig gepubliceerd door Anselme Gaëtan Desmarest in 1804.

## Voorkomen
De soort komt voor in Paraguay, Brazilië, Argentinië en Uruguay.